# Liste der namibischen Fußballmeister
Dies ist die Liste aller Fußballmeister Namibias.

## Männer
(Anzahl der Titel in klammern; ab 1985)
| Saison                                                                                    | Meister                                                                                   | Stadt                                                                                     |           |
| weiße Liga (Central Football Association League) (South West Africa Football Association) | weiße Liga (Central Football Association League) (South West Africa Football Association) | weiße Liga (Central Football Association League) (South West Africa Football Association) |           |
| ----------------------------------------------------------------------------------------- | ----------------------------------------------------------------------------------------- | ----------------------------------------------------------------------------------------- | --------- |
| 1966                                                                                      | SK Windhoek                                                                               | Windhoek                                                                                  |           |
| 1967                                                                                      | Ramblers                                                                                  | Windhoek                                                                                  |           |
| 1968–1974                                                                                 | unbekannt                                                                                 | unbekannt                                                                                 | unbekannt |
| 1975                                                                                      | Ramblers                                                                                  | Windhoek                                                                                  |           |
| 1976                                                                                      | Orlando Pirates                                                                           | Windhoek                                                                                  |           |
| 1977–1978                                                                                 | unbekannt                                                                                 | unbekannt                                                                                 | unbekannt |
| 1979                                                                                      | Orlando Pirates                                                                           | Windhoek                                                                                  |           |
| schwarze Liga (South West African Bantu Football Association)                             |                                                                                           |                                                                                           |           |
| 1976                                                                                      | African Stars                                                                             | Windhoek                                                                                  |           |
| 1977                                                                                      | African Stars                                                                             | Windhoek                                                                                  |           |
| 1978–1979                                                                                 | unbekannt                                                                                 | unbekannt                                                                                 | unbekannt |
| 1980                                                                                      | African Stars                                                                             | Windhoek                                                                                  |           |
| Landesfinale                                                                              |                                                                                           |                                                                                           |           |
| 1977                                                                                      | African Stars                                                                             | Windhoek                                                                                  |           |
| Namibia National Soccer League                                                            |                                                                                           |                                                                                           |           |
| 1985 Details                                                                              | Tigers (1)                                                                                | Windhoek                                                                                  |           |
| 1986 Details                                                                              | Chelsea FC (1)                                                                            | Grootfontein                                                                              |           |
| 1987 Details                                                                              | Black Africa (1)                                                                          | Windhoek                                                                                  |           |
| 1988 Details                                                                              | Blue Waters FC (1)                                                                        | Walvis Bay                                                                                |           |
| 1989 Details                                                                              | Black Africa (2)                                                                          | Windhoek                                                                                  |           |
| 1990 Details                                                                              | Orlando Pirates (1)                                                                       | Windhoek                                                                                  |           |
| Namibia Premier League (Namibia Premier League)                                           |                                                                                           |                                                                                           |           |
| 1991                                                                                      | Eleven Arrows (1)                                                                         | Walvis Bay                                                                                |           |
| 1992                                                                                      | Ramblers (1)                                                                              | Windhoek                                                                                  |           |
| 1993                                                                                      | Chief Santos (1)                                                                          | Tsumeb                                                                                    |           |
| 1994                                                                                      | Black Africa (3)                                                                          | Windhoek                                                                                  |           |
| 1995                                                                                      | Black Africa (4)                                                                          | Windhoek                                                                                  |           |
| 1996                                                                                      | Blue Waters FC (2)                                                                        | Walvis Bay                                                                                |           |
| 1997                                                                                      | nicht ausgetragen                                                                         | nicht ausgetragen                                                                         |           |
| 1998                                                                                      | Black Africa (5)                                                                          | Windhoek                                                                                  |           |
| 1999                                                                                      | Black Africa (6)                                                                          | Windhoek                                                                                  |           |
| 2000                                                                                      | Blue Waters FC (3)                                                                        | Walvis Bay                                                                                |           |
| 2001/02                                                                                   | Liverpool (1)                                                                             | Okahandja                                                                                 |           |
| 2002/03 Details                                                                           | Chief Santos (2)                                                                          | Tsumeb                                                                                    |           |
| 2003/04 Details                                                                           | Blue Waters FC (4)                                                                        | Walvis Bay                                                                                |           |
| 2004/05 Details                                                                           | Civics FC (1)                                                                             | Windhoek                                                                                  |           |
| 2005/06 Details                                                                           | Civics FC (2)                                                                             | Windhoek                                                                                  |           |
| 2006/07 Details                                                                           | Civics FC (3)                                                                             | Windhoek                                                                                  |           |
| 2007/08 Details                                                                           | Orlando Pirates (2)                                                                       | Windhoek                                                                                  |           |
| 2008/09 Details                                                                           | African Stars (1)                                                                         | Windhoek                                                                                  |           |
| 2009/10 Details                                                                           | African Stars (2)                                                                         | Windhoek                                                                                  |           |
| 2010/11 Details                                                                           | Black Africa (7)                                                                          | Windhoek                                                                                  |           |
| 2011/12 Details                                                                           | Black Africa (8)                                                                          | Windhoek                                                                                  |           |
| 2012/13 Details                                                                           | Black Africa (9)                                                                          | Windhoek                                                                                  |           |
| 2013/14 Details                                                                           | Black Africa (10)                                                                         | Windhoek                                                                                  |           |
| 2014/15 Details                                                                           | African Stars (3)                                                                         | Windhoek                                                                                  |           |
| 2015/16 Details                                                                           | Tigers (2)                                                                                | Windhoek                                                                                  |           |
| 2016/17 Details                                                                           | nicht ausgetragen                                                                         | nicht ausgetragen                                                                         |           |
| 2017/18 Details                                                                           | African Stars (4)                                                                         | Windhoek                                                                                  |           |
| 2018/19 Details                                                                           | Black Africa (11)                                                                         | Windhoek                                                                                  |           |
| 2019/20 Details                                                                           | nicht ausgetragen                                                                         | nicht ausgetragen                                                                         |           |
| 2020/21                                                                                   | nicht ausgetragen                                                                         | nicht ausgetragen                                                                         |           |
| Namibia Premier Football League (Namibia Football Association)                            |                                                                                           |                                                                                           |           |
| 2021 Details                                                                              | nicht abgeschlossen                                                                       | nicht abgeschlossen                                                                       |           |
| 2021/22                                                                                   | nicht ausgetragen                                                                         | nicht ausgetragen                                                                         |           |
| 2022/23 Details                                                                           | African Stars (5)                                                                         | Windhoek                                                                                  |           |
| 2023/24 Details                                                                           | African Stars (6)                                                                         | Windhoek                                                                                  |           |
| 2024/25 Details                                                                           | African Stars (7)                                                                         | Windhoek                                                                                  |           |

## Frauen
(Anzahl der Titel in Klammern)
| Saison                  | Meister                           | Stadt                   |
| NFA Women Championships | NFA Women Championships           | NFA Women Championships |
| ----------------------- | --------------------------------- | ----------------------- |
| 2005                    | Okahandja Beauties FC (1)         | Okahandja               |
| 2006/07                 | Okahandja Beauties FC (2)         | Okahandja               |
| 2007/08                 | Okahandja Beauties FC (3)         | Okahandja               |
| 2009                    | Okahandja Beauties FC (4)         | Okahandja               |
| 2010                    | nicht ausgetragen                 | nicht ausgetragen       |
| Women’s Super League    |                                   |                         |
| 2011/12                 | Jacqueline Shipanga Academy (1) 1 | Windhoek                |
| 2012/13                 | nicht ausgetragen                 | nicht ausgetragen       |
| 2013/14                 | nicht ausgetragen                 | nicht ausgetragen       |
| 2014/15                 | nicht ausgetragen                 | nicht ausgetragen       |
| 2015/16                 | Tura Magic Ladies FC (2) 1        | Windhoek                |
| 2016/17                 | nicht ausgetragen                 | nicht ausgetragen       |
| 2017/18                 | nicht ausgetragen                 | nicht ausgetragen       |
| 2018/19                 | Tura Magic Ladies FC (3)          | Windhoek                |
| 2019/20                 | abgebrochen                       | abgebrochen             |
| 2020/21                 | nicht ausgetragen                 | nicht ausgetragen       |
| 2021/22                 | nicht ausgetragen                 | nicht ausgetragen       |
| 2023                    | Tura Magic Ladies (4)             | Windhoek                |
| 2023/24                 | Ongos Ladies 2                    | Windhoek                |
| 2024/25                 | Beauties FC (5) 3                 | Okahandja               |